# Harvey County
Harvey County är ett administrativt område i delstaten Kansas, USA. År 2010 hade countyt 34 684 invånare. Den administrativa huvudorten (county seat) är Newton.

## Geografi
Enligt United States Census Bureau har countyt en total area på 1 400 km². 1 397 km² av den arean är land och 3 km² är vatten.

### Angränsande countyn
- Marion County - nordost
- Butler County - öst
- Sedgwick County - syd
- Reno County - väst
- McPherson County - nordväst

### Orter
- Burrton
- Halstead
- Hesston
- Newton (huvudort)
- North Newton
- Sedgwick (delvis i Sedgwick County)
- Walton